# Alexandra de Saxa-Altenburg
Marea Ducesă Alexandra Iosifovna a Rusiei (8 iulie 1830 – 6 iulie 1911), născută Prințesa Alexandra Friederike Henriette de Saxa-Altenburg a fost a cincea fiică a Ducelui de Saxa-Altenburg, Joseph Georg Friedrich Ernst Karl și a Ameliei de Württemberg. S-a căsătorit cu Marele Duce Constantin Nikolaevici, al doilea fiu al Țarului Nicolae I al Rusiei, la 11 septembrie 1848.

## Căsătorie și copii

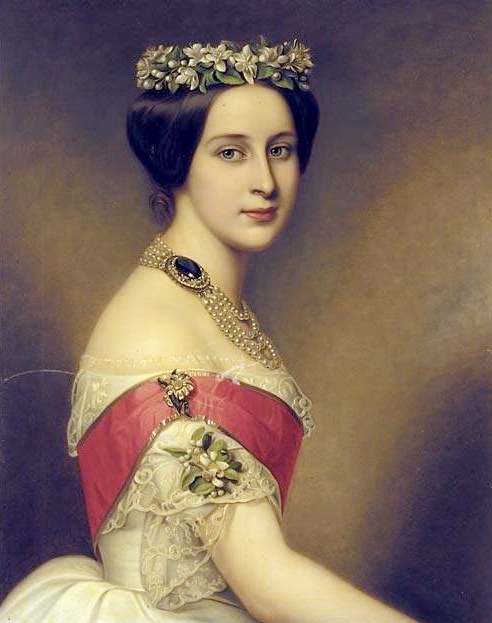
Portret al Alexandrei de Joseph Karl Stieler.

În vara anului 1846, Alexandra l-a întâlnit pe Marele Duce Constantin Nicolaevici al Rusiei atunci când el a vizitat Altenburg. Marele Duce Constantin era al doilea fiu al Țarului Nicolae I al Rusiei și al Țarinei Alexandra Feodorovna născută Prințesa Charlotte a Prusiei.
Constantin a stat câteva zile la castelul tatălui Alexandrei. Vizita lui acolo a fost aranjată de mătușa Alexandrei, Marea Ducesă Elena Pavlovna, care se născuse Prințesa Charlotte de Württemberg. Elena și mama Alexandrei erau descendente ale lui Frederick al II-lea Eugene, Duce de Württemberg. Marea Ducesă Elena era căsătorită cu Marele Duce Mihail Pavlovici, fratele mai mic al Țarului Nicolae I. Elena Pavlovna era deci mătușa lui Constantin prin căsătorie și mătușa Alexandrei prin naștere. Ea avea o puternică influență asupra lui Constantin, care îi admira inteligența și opiniile progresive. Elenei îi plăcea literatura și muzica, a fondat Conservatorul din Sankt Petersburg iar tânărul Constantin își petrecea timpul adesea în casa și în salonul mătușii sale din Sankt Petersburg.
Constantin era intelectual și liberal, în timp ce Alexandra era conservatoare și mai degrabă înalt spiritualizată. Deși temperamente lor erau diferite, ambii aveau în comun interesul față de muzică și le plăcea să cânte în duet la pian. Constantin era captivat de frumusețea Alexandrei: era înaltă, subțire și atractivă. Curând, a devenit nerăbdător să se căsătorească cu ea: "Nu știu ce se întâmplă cu mine. Este ca și cum aș fi o persoană complet nouă. Un singur gând am, o singură imagine îmi umple ochii: pentru totdeauna, ea și numai ea, îngerul meu, universul meu. Chiar cred că sunt îndrăgostit, altfel ce-ar însemna asta? O cunosc doar de câteva ore și sunt îndrăgostit până peste urechi".
 
Alexandra avea șaisprezece ani iar Constantin nouăsprezece; s-au logodit însă au trebuit să aștepte mai mult de doi ani înainte să se căsătorească.
Alexandra a ajuns în Rusia la 12 octombrie 1847 și a fost întâmpinată de fanfară și de o sărbătoare populară, cu mulțimi care jubilau și care se înghesuiau pe străzi și la balcoane. Se spunea că Alexandra semăna mult cu sora logodnicului ei, Marea Ducesă Alexandra Nicolaevna, care murise la o naștere, lucru care a umplut-o de lacrimi pe soacra sa la prima lor întâlnire.
În februarie 1848, Alexandra s-a convertit la ortodoxism și a luat numele de Marea Ducesă Alexandra Iosifovna, care reflecta numele tatălui ei Joseph. Alexandra și Constantin s-au căsătorit la Palatul de Iarnă din Sankt Petersburg, la 11 septembrie 1848. Constantin a primit ca dar de nuntă de la părinții săi palatul Marble. Strelna din Golful Finlandei, pe care Constantin o moștenise la vârsta de patru ani, a devenit reședința de la țară a cuplului. 
Marii Ducese Alexandra Iosifovna i-a plăcut să se ocupe de grădina de la Strelna, a fondat o școală în grădină, unde preda chiar ea. Tot în grădină erau jucării educative pentru copii: un catarg din lemn, o trambulină pentru gimnastică și o replică a unei cabine dintr-una din fregatele lui Constantin.
La un an după căsătorie Constantin a moștenit de la unchiul său Marele Duce Mihail Pavlovici, palatul Pavlovsk situat la 19 mile sud de Sankt Petersburg. Mai târziu, Alexandra și Constantin au primit palatul din Oreanda din Crimeea, care inițial a fost construit de Țarina Alexandra Feodorovna și lăsat celui de-al doilea fiu. 
Constantin și Alexandra au avut 6 copii:
- Nicolae Constantinovici 1850-1918; căsătorit cu  Nadedja Alexandrovna von Dreyer.
- Olga Constantinovna 1851-1926; căsătorită cu George I al Greciei și bunica Prințului Filip, Duce de Edinburgh.
- Vera Constantinovna 1854-1912; căsătorită cu Ducele Eugen de Württemberg.
- Constantin Constantinovici 1858-1915; căsătorit cu Prințesa Elisabeta de Saxa-Altenburg.
- Dimitri Constantinovici 1860-1919; necăsătorit.
- Viaceslav Constantinovici 1862-1879; necăsătorit.

## Criza familială

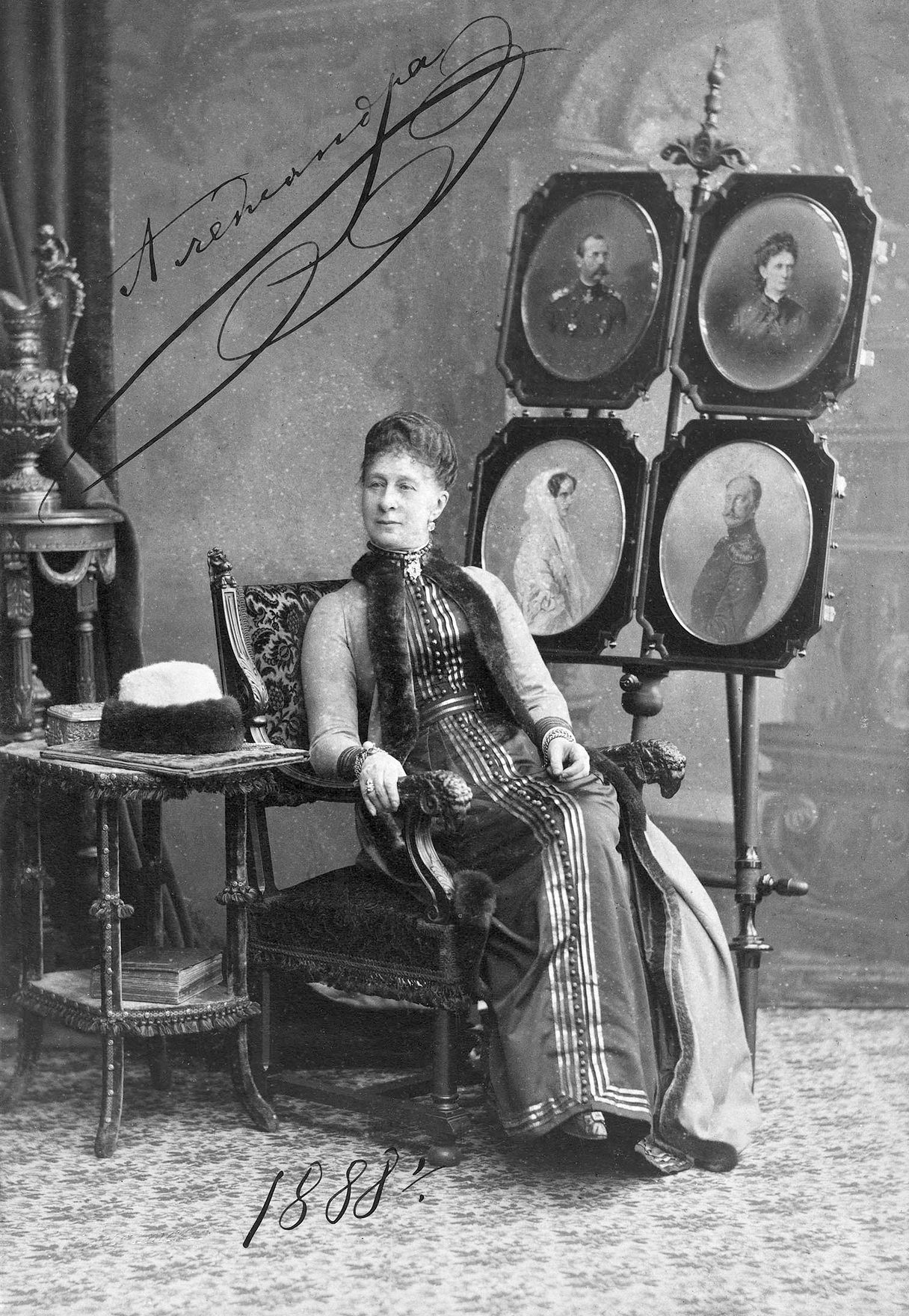
Marea Ducesă Alexandra Iosifovna, 1888

În 1867, fiica cea mare a Alexandrei, Olga, s-a căsătorit cu regele George I al Greciei. Avea numai șaisprezece ani iar inițial, Constantin a fost împotriva ca ea să se căsătorească atât de tânără. În iulie 1868, s-a născut primul copil al Olgăi și a fost numit Constantin după bunicul său. Începutul familiei fiicei lor a coincis cu începutul destrămării mariajului Alexandrei și a lui Constantin.
La sfârșitul anului 1860, Constantin a început o aventură extraconjugală și a avut o fiică nelegitimă, Marie Condousso. Curând după nașterea Mariei, Constantin a început o nouă relație cu o tânără dansatoare de la Conservatorul din Sankt Petersburg, Anna Vasilievna Kuznețova, cu care a avut cinci copii.
În 1874, s-a descoperit că fiul cel mai mare al Alexandrei, Marele Duce Nicolae Constantinovici, care trăia o viață dezordonată și avea idei revoluționare, a furat trei diamante valoroase de la o icoană din dormitorul mamei sale în complicitate cu amanta sa, o curtezană americană. A fost găsit vinovat, declarat nebun și exilat pe viață în Asia Centrală. Cinci ani mai târziu, în 1879, cel mai mic fiu al Alexandrei, Viaceslav, a murit în mod neașteptat de o hemoragie cerebrală.
La începutul lui august 1889, Constantin a suferit un accident vascular cerebral sever care i-a paralizat piciorul stâng și l-a făcut să-și piardă capacitatea de a vorbi . Invalid, Constantin a rămas în îngrijirea soției legale care s-a putut răzbuna pe infidelitățile și umilințele din trecut.
Când Constantin a murit în ianuarie 1892, Alexandra a aranjat pentru amanta soțului ei Anna să viziteze Pavlovsk și să se roage la patul lui Constantin.
Alexandra a murit la 6 iulie 1911 la Sankt Petersburg și a fost înmormântată la catedrala Petru și Pavel.